# 省港大罢工委员会接待站旧址
省港大罢工委员会接待站旧址，位于中国广东省深圳市深圳市罗湖区老东门，为深圳市的一个市、县级文物保护单位，类型为近现代重要史迹及代表性建筑，公布时间为1988年7月27日。
省港大罢工委员会接待站旧址的历史年代为1927。